# 아르헨티나 농구 국가대표팀
아르헨티나 농구 국가대표팀은 아르헨티나의 농구 대표팀이다. 올림픽 농구 본선에는 7번 출전하여 2004년 대회에서 금메달을 획득했고 2008년 대회에서는 동메달을 획득했고 FIBA 농구 월드컵 본선에는 13번 참가하여 1950년 대회에서 우승을 차지했고 2002년 대회와 2019년 대회에서는 준우승을 차지했으며 FIBA 아메리컵에는 18번 출전하여 금메달 2개, 은메달 6개, 동메달 5개를 획득하였고 팬아메리칸 게임에는 14번 출전하여 금메달 1개, 은메달 2개를 획득한 남미의 농구 강호로 손꼽힌다.

## 현재 선수 명단
2012년 하계 올림픽 명단
- 감독:  훌리오 라마스

| 번호 | 포지션      | 이름                   | 생년월일         | 소속팀                    |
| ---- | ----------- | ---------------------- | ---------------- | ------------------------- |
| 4    | 파워 포워드 | 루이스 스콜라          | 1980년 4월 30일  | 피닉스 선스               |
| 5    | 슈팅 가드   | 마누엘 지노빌리        | 1977년 7월 28일  | 샌안토니오 스퍼스         |
| 6    | 스몰 포워드 | 마르코스 마타          | 1986년 8월 1일   | 페냐롤 데 마르떼플라타    |
| 7    | 포인트 가드 | 파쿤도 캄파조          | 1991년 3월 23일  | 페냐롤 데 마르떼플라타    |
| 8    | 포인트 가드 | 파블로 프리지오니      | 1977년 5월 17일  | 뉴욕 닉스                 |
| 9    | 센터        | 후안 페드로 구티에레스 | 1983년 10월 10일 | 오브라스 사니타리아스     |
| 10   | 스몰 포워드 | 카를로스 델피노        | 1982년 8월 29일  | 밀워키 벅스               |
| 11   | 센터        | 마르틴 레이바          | 1980년 4월 23일  | 페냐롤 데 마르떼플라타    |
| 12   | 파워 포워드 | 레오나르도 구티에레스  | 1978년 5월 16일  | 페냐롤 데 마르떼플라타    |
| 13   | 스몰 포워드 | 안드레스 노치오니      | 1979년 11월 30일 | 사키 바스코니아           |
| 14   | 스몰 포워드 | 에르난 하센            | 1978년 2월 4일   | 클럽 데 발론세스토 세비야 |
| 15   | 파워 포워드 | 페데리코 카메리치스    | 1980년 6월 21일  | CR 플라멩구               |

## 같이 보기
- NBA